# Brøns
Brøns er en landsby i Sønderjylland med 381 indbyggere  (2024). Brøns er beliggende nær Vadehavet fem kilometer nord for Skærbæk, 16 kilometer syd for Ribe og 31 kilometer nord for Tønder. Byen tilhører Tønder Kommune og er beliggende i Region Syddanmark.
Den hører til Brøns Sogn, og Brøns Kirke ligger i byen.

## Slaget ved Brøns
Ved hovedvejen lidt nord for kroen står en stor mindesten omgivet af fem mindre sten med hver et navn på. Det er til minde om kampen 22. januar 1849 mellem lokale bønder, der nægtede at betale skat til den Holstenske oprørsregering og holstenske ryttere.

## Galleri
- Mindesten ved Skolevej
- Centralt i byen ligger Brøns Kro
- Primærrute 11 passerer gennem byen
- Lidt syd for byen løber Brøns Å
- Sten ved kirken, der minder om 2 holstenere der faldt i slaget 1849